# Flachrelais

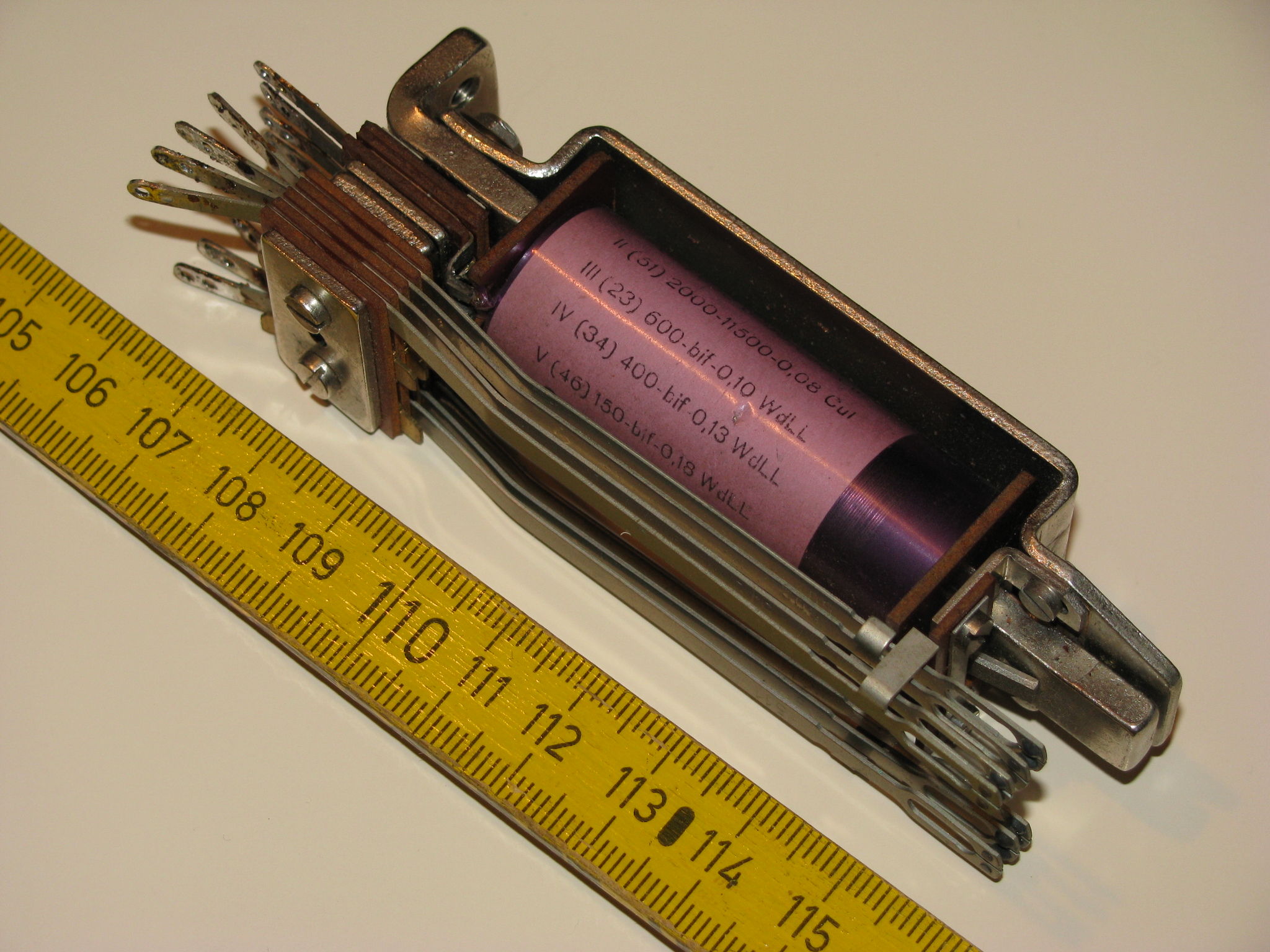
Flachrelais 48

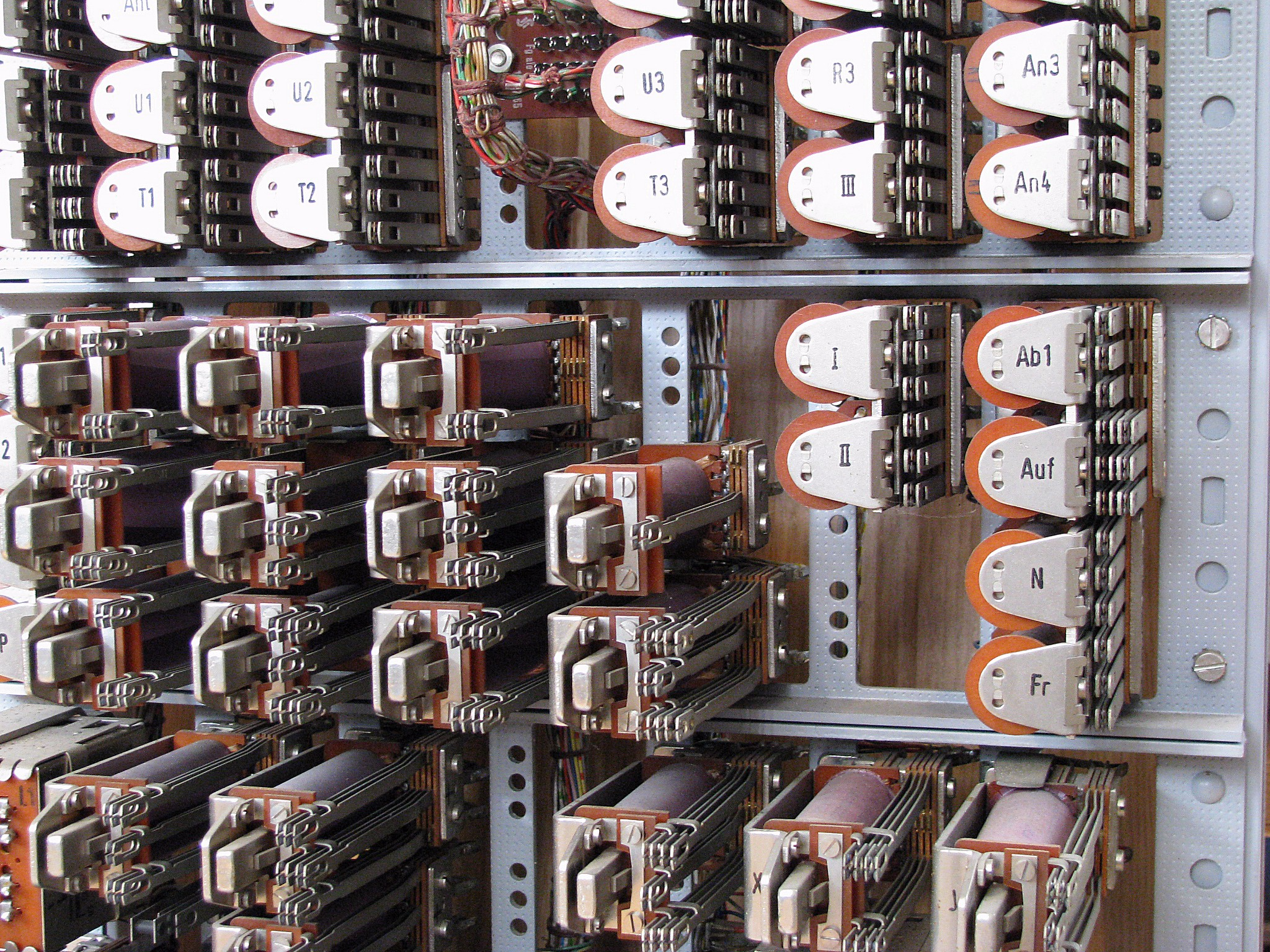
Flachrelais 48 in einer Telefonanlage

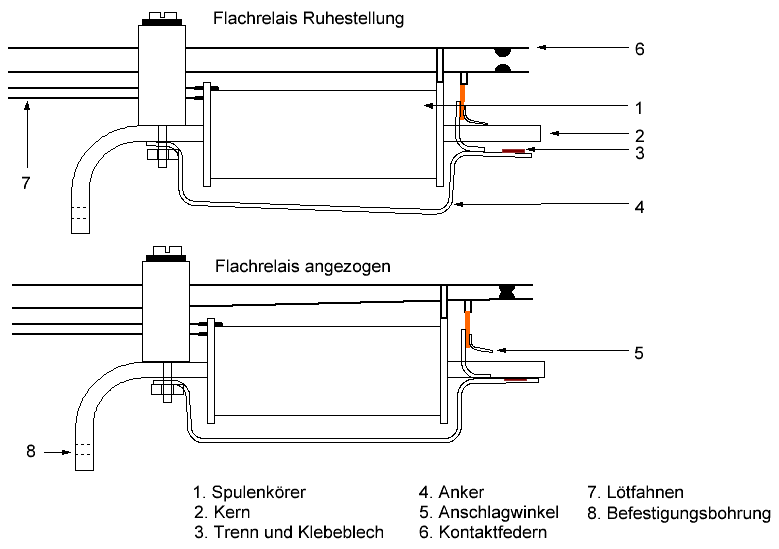
Technische Zeichnung Flachrelais

Das Flachrelais gehört zu den Fernmelderelais und war in der elektromechanischen Vermittlungstechnik ein universell eingesetztes Schaltelement. Es war dort das am meisten eingesetzte Relais. Heute ist es außerhalb von Museen nur noch vereinzelt anzutreffen.

## Allgemeines
Das Flachrelais arbeitet nach dem Prinzip eines elektromagnetischen Relais, es trägt seinen Namen nach der Form seines Eisenkerns, der als Querschnitt ein flaches, abgerundetes Rechteck aufweist (im Unterschied zum Rundrelais mit zylindrischem Kern). Das Flachrelais hat einen nach DIN 41220 genormten Aufbau und ist zum Einbau auf Relaisschienen in festgelegter Position vorgesehen.
Dieser Relaistyp wurde 1925 von der Firma Siemens & Halske entwickelt und nach Verbesserungen ab 1928 als Flachrelais 28 eingesetzt. Nach 1945 wurde der Typ als Flachrelais 48 in verbesserter Form verwendet.

## Spulenwicklungen
Das Flachrelais 48 hat sechs (in der älteren, nicht genormten Ausführung – Flachrelais 28 – nur fünf) Lötstifte. Dort können bei galvanischer Trennung bis zu drei Wicklungen angeschlossen sein, bei Mehrfachbelegung von Anschlussstiften auch mehr. Dabei unterscheidet man zwischen magnetisch wirksamen und magnetisch unwirksamen Wicklungen, sogenannten Bifilar- oder Widerstandswicklungen.
Auf dem Spulenzettel, einem auf der Spule angebrachten Etikett, sind die wichtigsten Werte des Spulenaufbaus angegeben. Im Einzelnen sind das:
- Angabe einer optionalen Verzögerungswicklung
- Reihenfolge der Wicklungen, von innen nach außen gezählt, mit römischer Ziffer
- Lötstiftbelegung (1–6 von oben nach unten gezählt)
- Ohmscher Widerstand der Wicklung bei 20 °C in Ω
- Anzahl der Windungen
- Drahtdurchmesser in mm
- Leiterwerkstoff, meist Cu für Kupfer oder Wd für Widerstandsdraht
- Art der Leiterisolation, meist L für Lack, 2L für zweimal Lack, auch S für Seide
- Kennzeichnung einer vorhandenen Widerstandswicklung mit dem Zusatz bif
- Zuletzt: Die Bauvorschrift des Relaisherstellers, z. B. SH Fg Bv 391/5257

Beispiel einer Spulenangabe auf dem Spulenzettel:
I (12) 2000-18900-0,10 CuL
- I0000 = Spulennummer
- (12)0 = Lötstiftbelegung (Drahtanfang liegt auf Stift 1, Drahtende liegt auf Stift 2)
- 20000 = ohmscher Spulenwiderstand in Ω
- 18900 = Anzahl der Windungen
- 0,100 = Drahtdurchmesser in mm
- Cu000 = Leiterwerkstoff „Kupfer“
- L0000 = Isolationsmaterial des Drahtes „Lack“

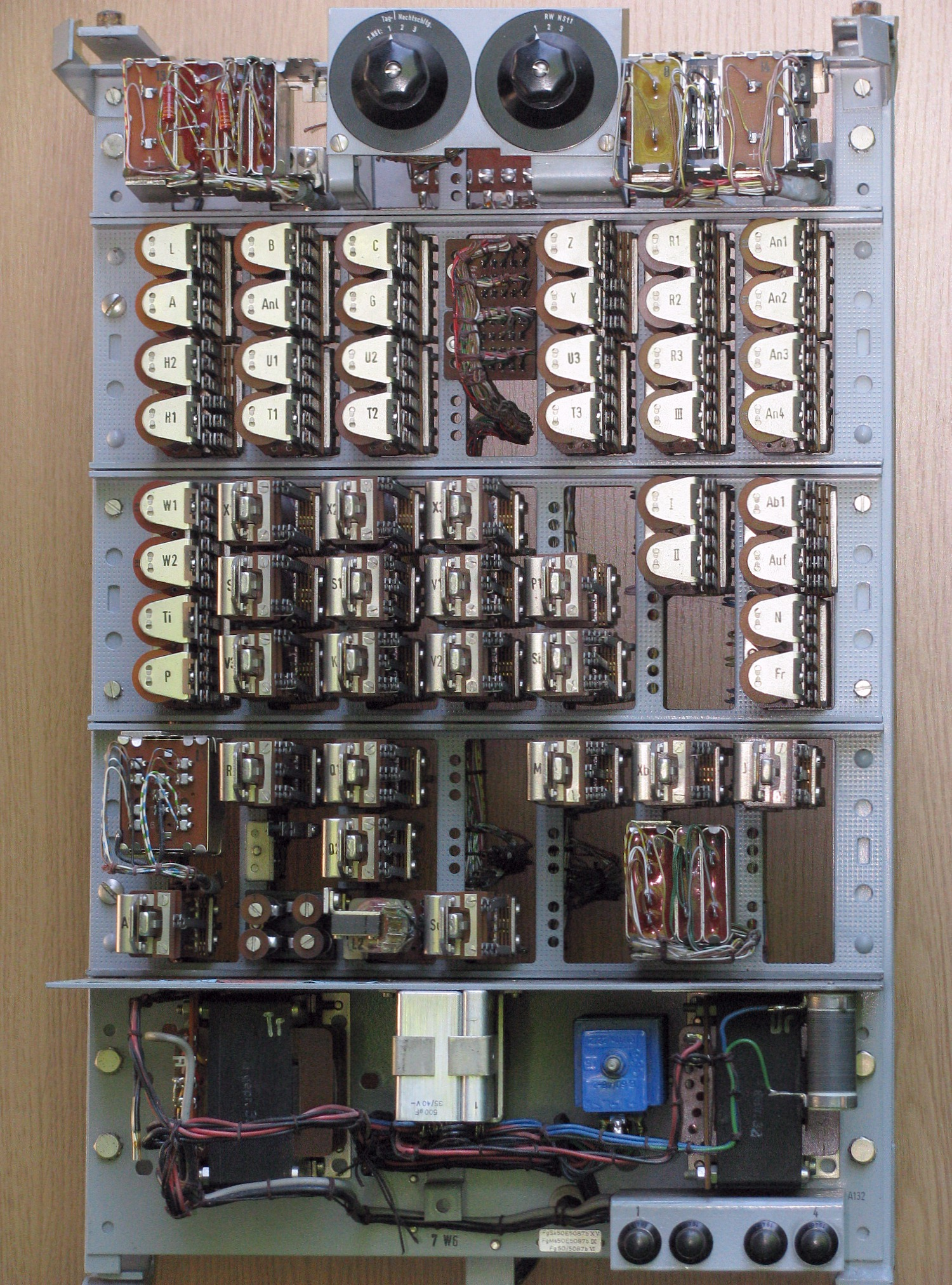
Telefonanlage in Relaistechnik für drei Teilnehmer (um 1970)

### Erregerwicklung
Für die Erregerwicklungen sind in der Regel lackisolierte Kupferdrähte mit einem Durchmesser von 0,05 bis 1,0 Millimeter verwendet worden; für einen Anzug des Relais werden, je nach Anzahl der Kontakte, 100 bis 200 AW (Amperewindungen), d. h. dem Produkt aus Strom durch die Spule und Windungszahl, benötigt. Bei 300 AW wird Sättigung erreicht, so dass weitere Durchflutung keine Wirkung mehr hat.

### Widerstandswicklung
Widerstandswicklungen werden zweifädig (bifilar) von der Mitte beginnend gewickelt. Es ergibt sich eine parallele Drahtführung, in der der Strom gegenläufig fließt. Dadurch hebt sich die magnetische Wirkung des elektrischen Stromes gerade auf, der Anker bleibt unbeeinflusst. Solche Wicklungen konnten in der Schaltungstechnik von Telefonanlagen und Vermittlungsstellen als Widerstand eingesetzt werden. Wegen der verbesserten Wärmeabgabe wurden diese Wicklungen als letzte, äußerste angebracht und meist an den Lötstiften fünf und sechs angeschlossen.

### Differenzialwicklung
Die Differenzialwicklung besteht aus zwei getrennten Wicklungen mit denselben elektrischen und magnetischen Eigenschaften, aber gegenläufigem Wicklungssinn. Diese Variante erlaubt eine Ansteuerung des Relais mit Stromdifferenzen. Meist bestand die Differenzialwicklung aus drei einzelnen Wicklungen, wobei die Wicklungen I und III in Reihe geschaltet wurden und die Wicklung II mit entgegengesetztem Sinn dazwischen lag. Dadurch konnte ein unterschiedlicher ohmscher Widerstand bei Wicklungen mit gleicher Windungszahl aber ansonsten erhöhter Leiterlänge der weiter außen liegenden Wicklung vermieden werden.

### Verzögerungswicklung

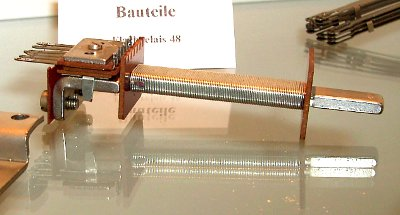
Flachrelais mit Kupferwicklung zur Verzögerung

Die Verzögerung- oder Dämpfungswicklung ist eine direkt auf dem Eisenkern angebrachte Wicklung aus Blankdraht. Die Enden dieser Wicklung wurden direkt miteinander verlötet, also nicht auf die Anschlussstifte herausgeführt. Eine solche Wicklung hat eine Abfallverzögerung und auch eine Anzugsverzögerung des Relais zur Folge. Beim Abschalten des Stromes in der Erregerwicklung verursacht das zusammenfallende Magnetfeld in der Kurzschlusswicklung einen Strom, dessen Magnetfeld nach der Lenzschen Regel die gleiche Richtung hat, wie das zusammenfallende Feld. Dadurch wird das Abfallen des Ankers um 250 ms und mehr verzögert; gleichzeitig wird die Anzugszeit gering bis etwa 60 ms erhöht.

Soll lediglich eine Abfallverzögerung erreicht werden, so wird dies durch Kurzschließen einer Relaiswicklung durch einen Arbeitskontakt des Relais erreicht.

## Kontakte

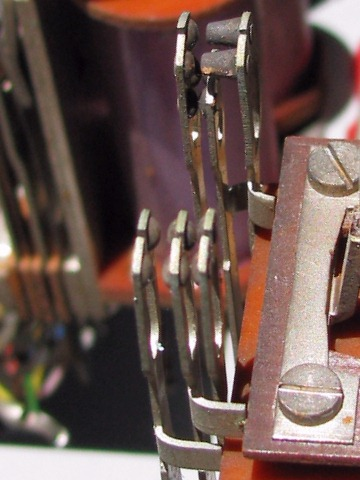
Umschalte- und Folgeumschaltekontakt

Das Flachrelais hat bis zu drei Kontaktfedersatzreihen mit jeweils bis zu fünf Kontaktfedern. Die Belegung ist so ausgelegt, dass der Anker nicht unsymmetrisch belastet wird. Bei nur einer Federsatzreihe wurde die mittlere benutzt, bei zwei Reihen die beiden äußeren. Als Kontaktarten kamen die 26 Grundkontaktarten nach DIN 40713 in Betracht. Diese bauten sich aus den folgenden sechs Kontaktarten und deren Kombinationen auf (in Klammern die älteren, im Sprachgebrauch des Fernmeldewesens üblichen Bezeichnungen):
- Schließer (Arbeitskontakt)
- Öffner (Ruhekontakt)
- Wechsler mit Unterbrechung (Umschaltekontakt)
- Wechsler ohne Unterbrechung oder Folgewechsler (Folgeumschaltekontakt)
- Zwillingsschließer (Zwillingsarbeitskontakt)
- Zwillingsöffner (Zwillingsruhekontakt)

Kontakte in einem Federsatz können bei Anzug des Ankers gleichzeitig oder nacheinander betätigt werden.
Als Kontaktwerkstoff wurden überwiegend Materialien aus folgenden Elementen verwendet: Silber, Platin, Palladium, Iridium, Gold. Zum Schalten von besonders kleinen Strömen (µA bis 100 mA) kamen Silber-Platin- oder Gold-Nickel-Legierungen zum Einsatz, während bei höheren Schaltspannungen und -strömen (100–500 V; 0,5–8 A) und höherer Schaltfrequenz Legierungen aus Platin und Wolfram oder Palladium und Kupfer oder aus reinem Wolfram verwendet wurden.